# 메르세데스-벤츠 CLS
메르세데스-벤츠 CLS(Mercedes-Benz CLS)는 다임러 AG가 제조해 메르세데스-벤츠의 브랜드로 판매되는 준대형(E세그먼트) 승용차이다. 4도어 쿠페의 원조 승용차이며, E 클래스의 후륜구동 플랫폼을 공용한다.

## 1세대(W219)

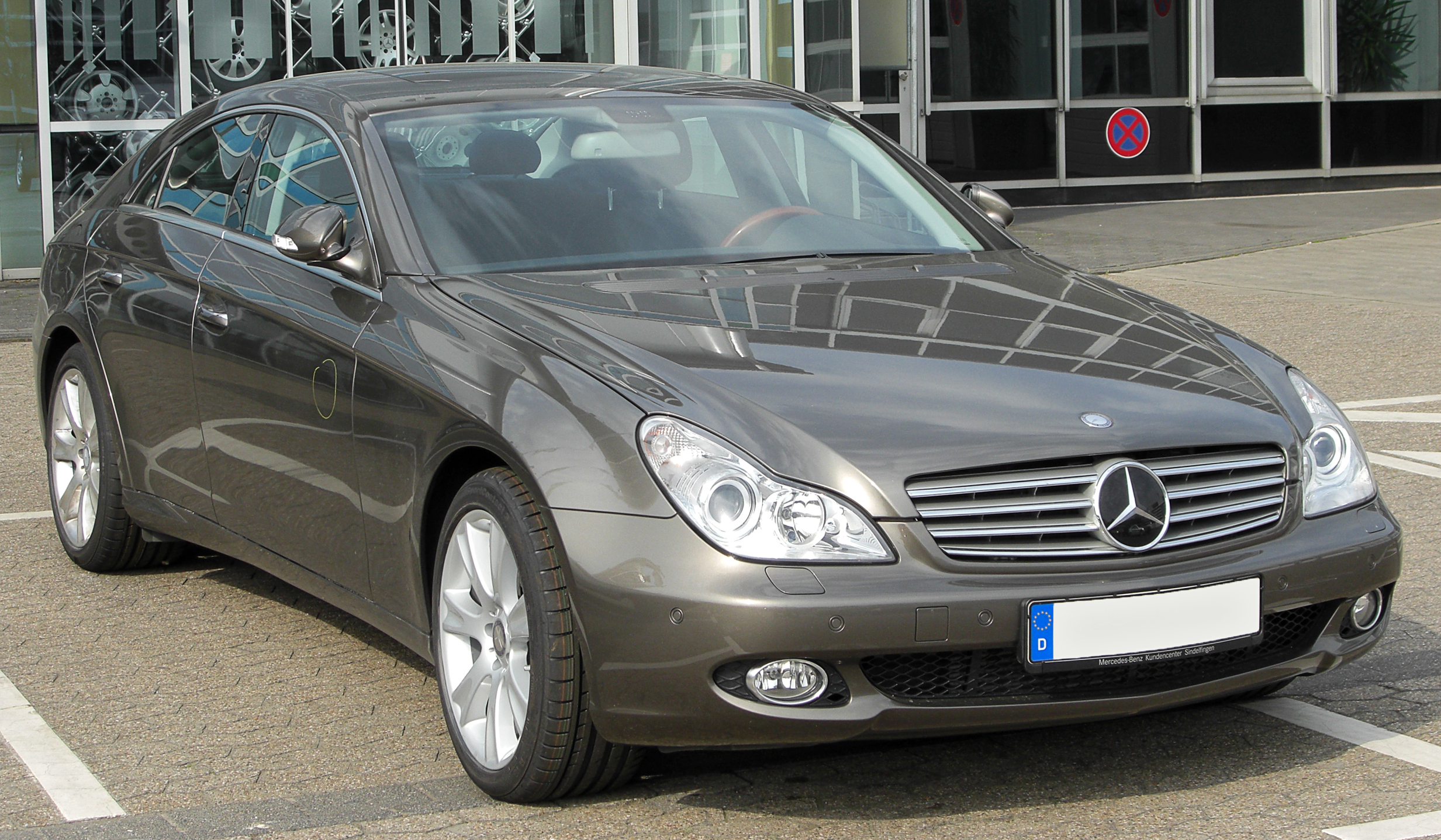
메르세데스-벤츠 CLS(전기형) 정측면

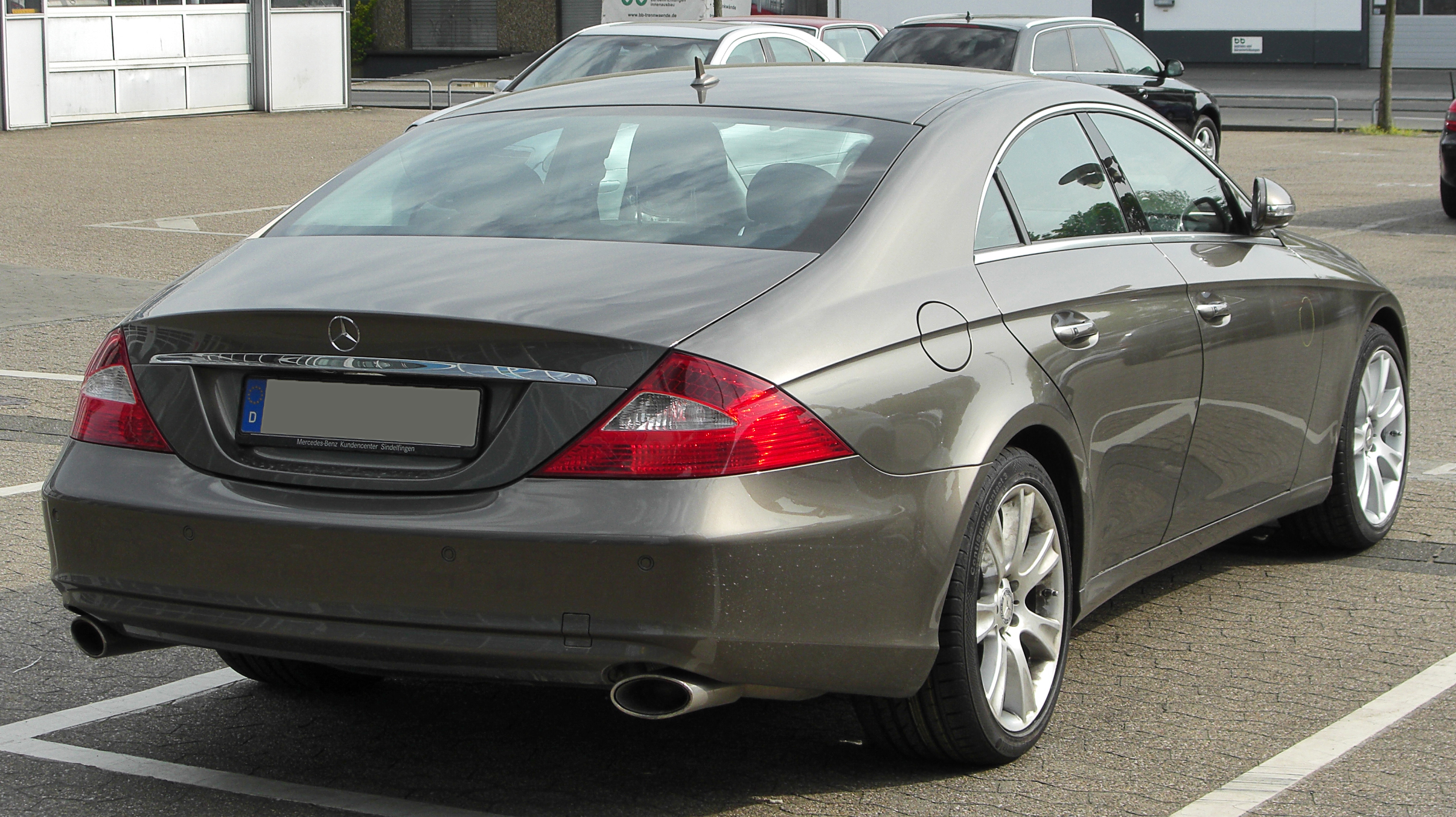
메르세데스-벤츠 CLS(전기형) 정측면

2004년에 출시되었다. E 클래스(W211)와 기본적인 구조를 공유하는 고급 4인승 승용차로, 프레임리스 도어를 장착한 것이 특징이다. 세단이면서도 쿠페 같은 역동적인 디자인을 하고 있어서 메르세데스-벤츠에서는 CLS를 4도어 쿠페라고 표현했다. 차명인 CLS는 Chic Luxurious and Sophisticated에서 유래되었다. 2008년에 소폭의 페이스 리프트를 거쳐 라디에이터 그릴은 네 줄에서 두 줄로 바뀌었고, 테일 램프의 방향 지시등은 LED가 적용되었다.

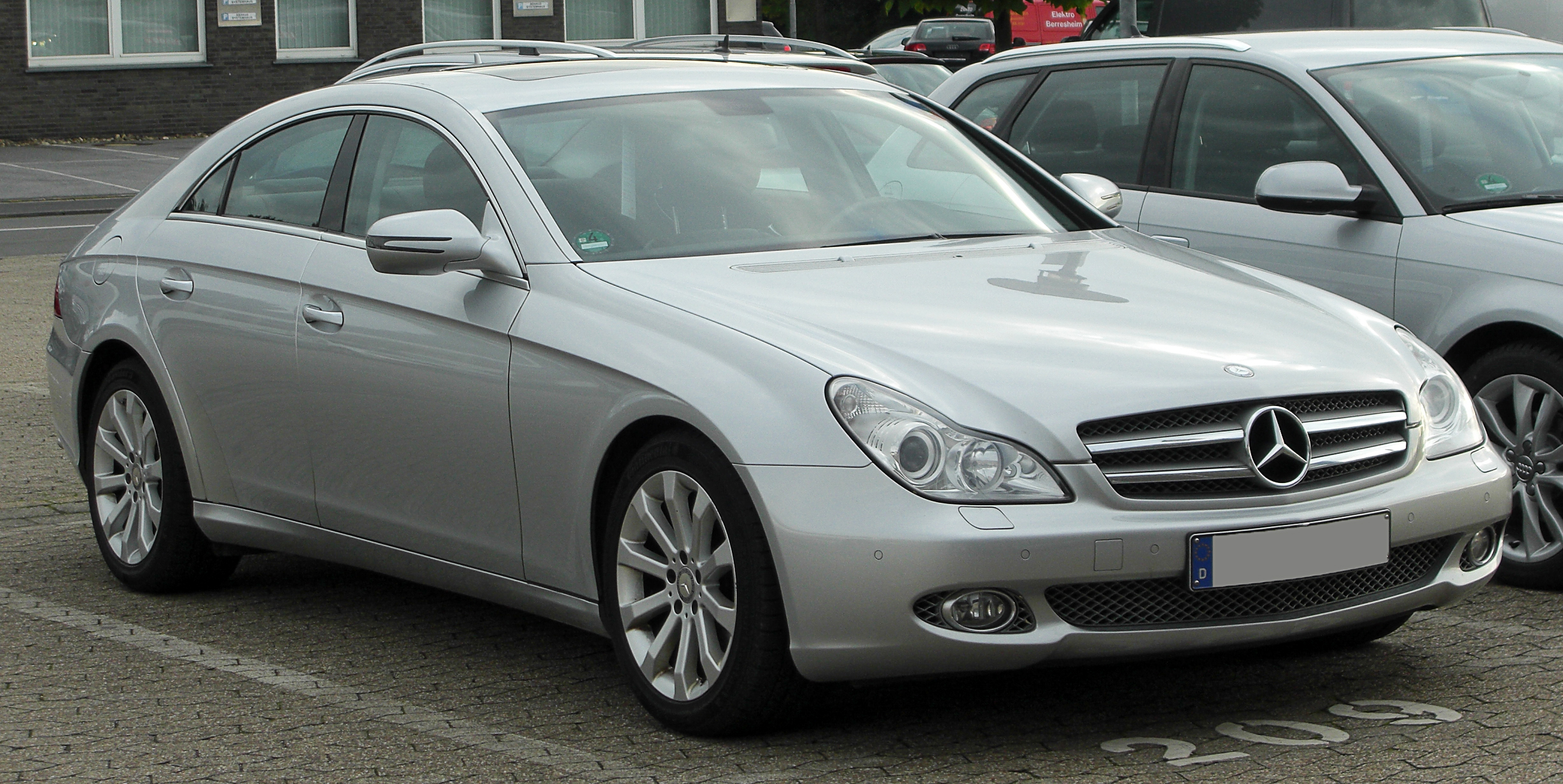
메르세데스-벤츠 CLS(후기형) 정측면
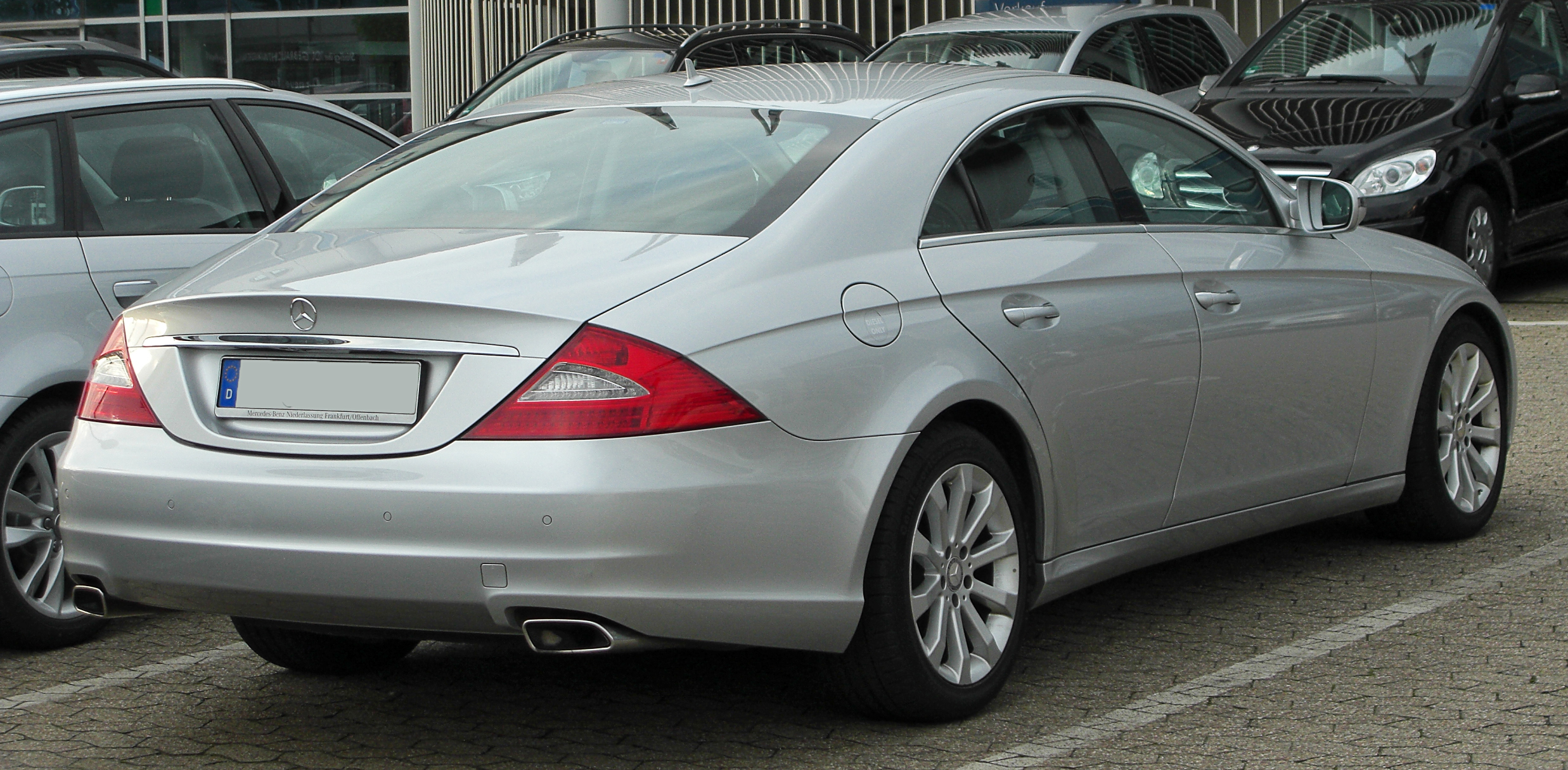
메르세데스-벤츠 CLS(후기형) 후측면

## 2세대(W218/X218)

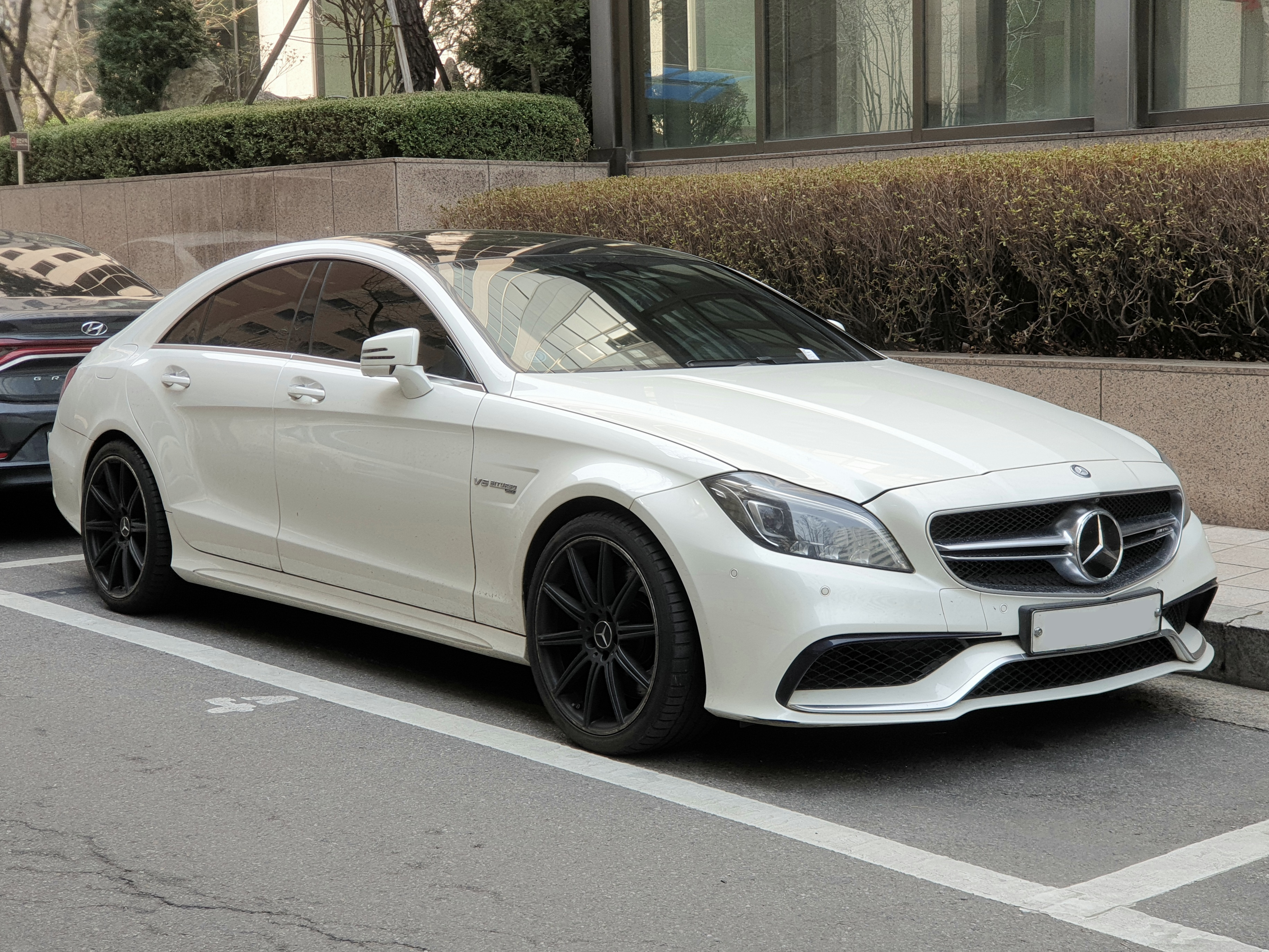
메르세데스-벤츠 CLS 63amg(후기형) 정측면

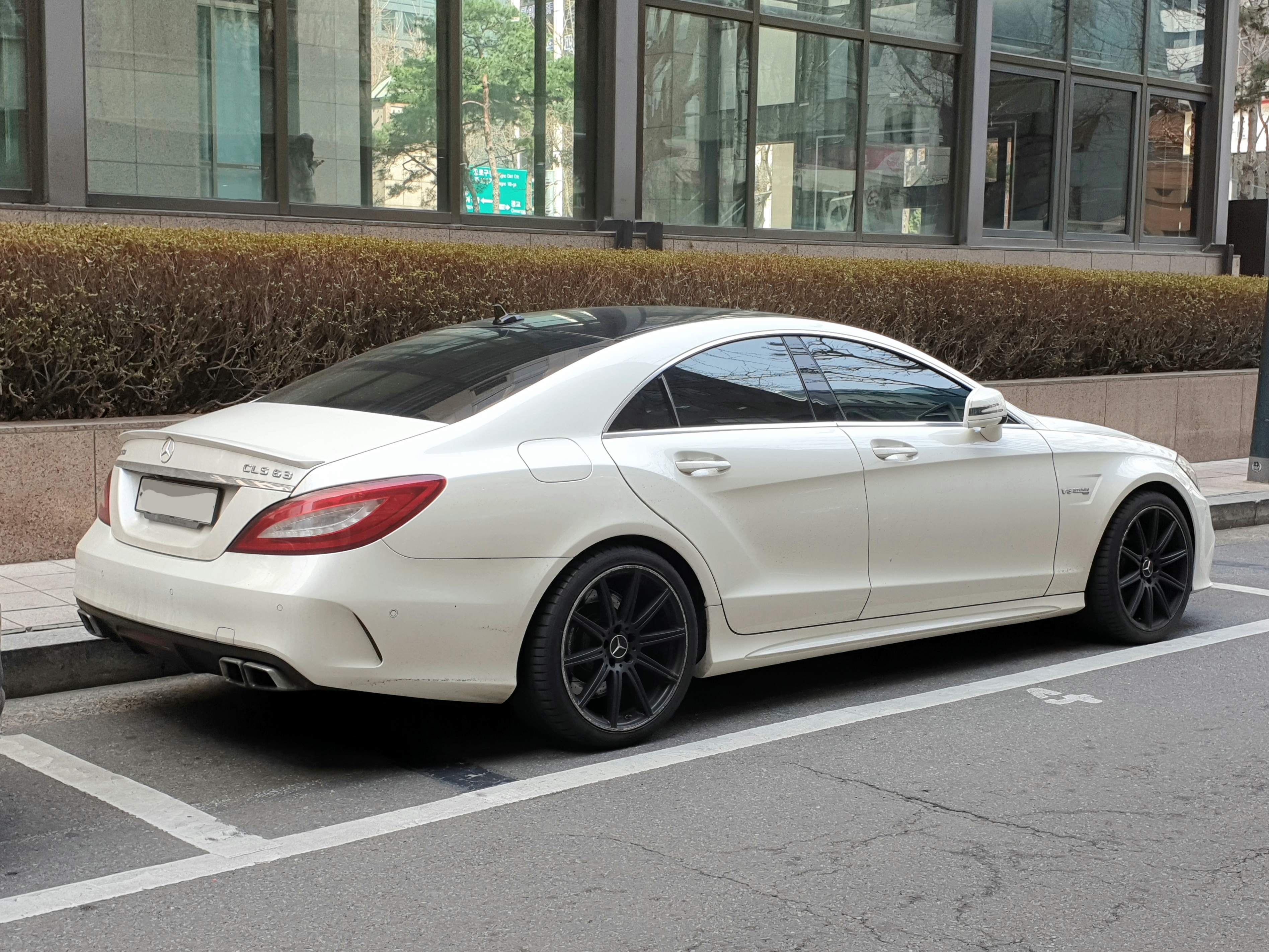
메르세데스-벤츠 CLS 63amg(후기형) 후측면

2010년 8월에 공개되었다. 1세대의 컨셉을 유지하면서도 강인함을 더한 디자인은 메르세데스-벤츠의 새 디자인의 방향을 제시했다. 헤드 램프에 내장된 LED 램프는 방향지시등 역할, 미등 역할 등을 모두 겸할 수 있도록 만들어졌고, 7단 자동변속기는 메르세데스-벤츠의 흐름에 따라 플로어 시프트 타입 대신 스티어링 휠 옆에 붙은 컬럼 시프트 타입이 적용되었다. 또한 CLS350은 새로 개발된 M276형 306마력 V6 3.5ℓ 가솔린 직분사 엔진을 탑재했다. CLS63 AMG에 달리는 엔진은 터보차저를 장착하여 약간의 다운 사이징을 거친 M157형 525마력 V8 5.5ℓ 바이 터보 가솔린 엔진이다. 2012년 9월에는 실용성을 겸비한 5인승 5도어 스테이션 왜건인 슈팅 브레이크도 공개되었으며, 4도어 형태인 CLS250 CDI와 함께 E250 CDI에 장착되는 OM651형 204마력 직렬 4기통 2.1ℓ 커먼 레일 디젤 엔진이 탑재된다. 이일환(휴버트 리) 메르세데스-벤츠 어드밴스드 디자인 스튜디오 총괄 디자이너가 디자인에 참여하였다. 2014년에 페이스 리프트를 거쳐 멀티 빔 헤드 램프가 달린다.

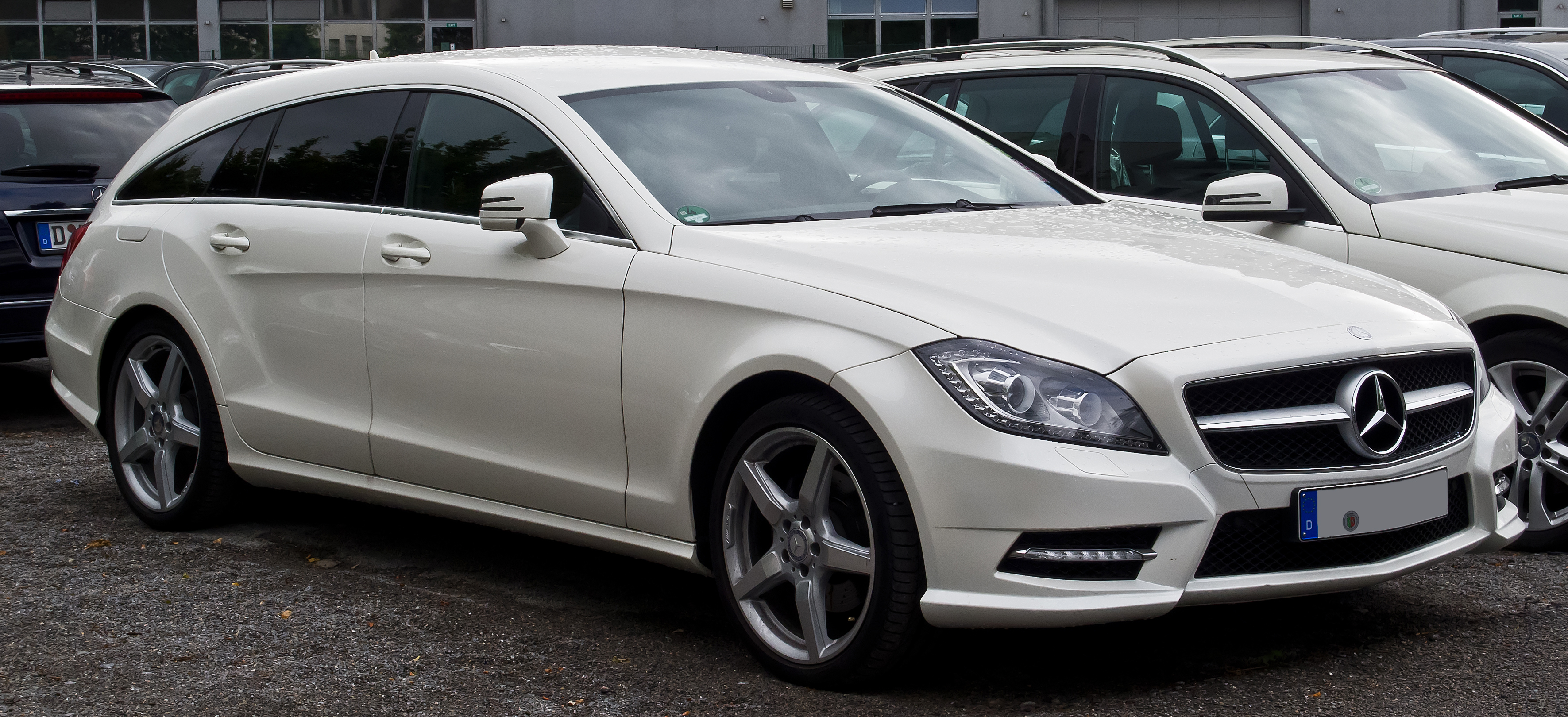
메르세데스-벤츠 CLS 슈팅 브레이크(전기형) 정측면
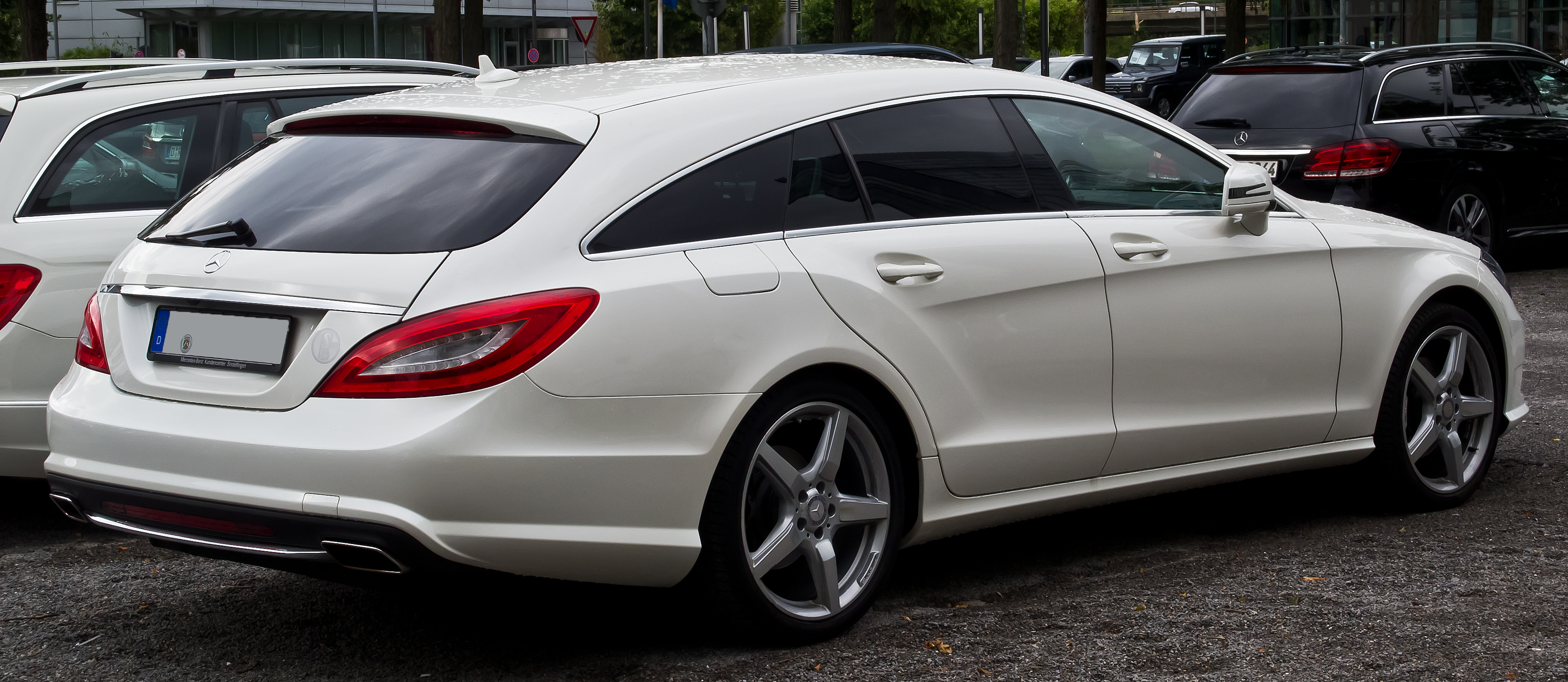
메르세데스-벤츠 CLS 슈팅 브레이크(전기형) 후측면
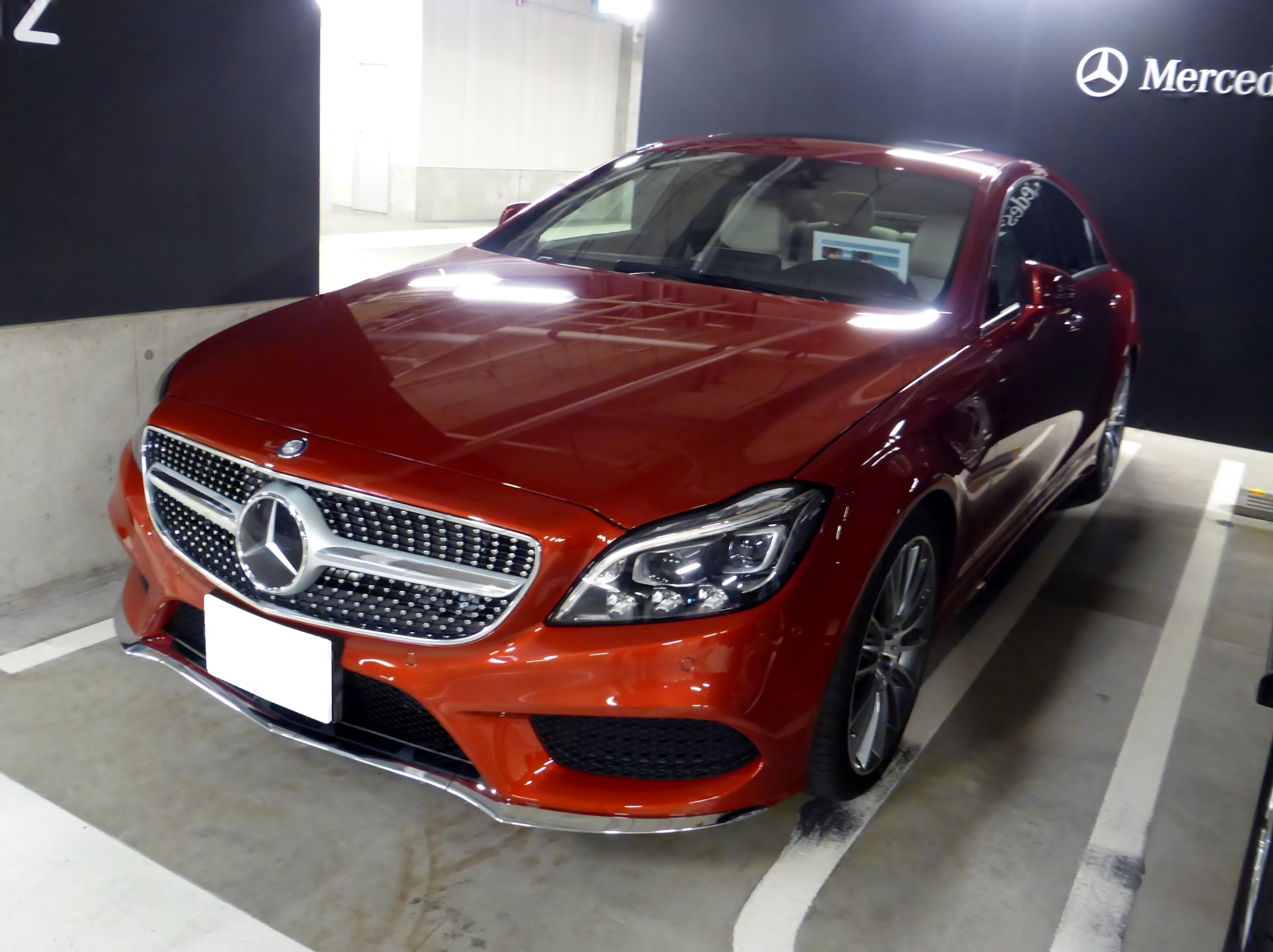
메르세데스-벤츠 CLS(후기형) 정측면
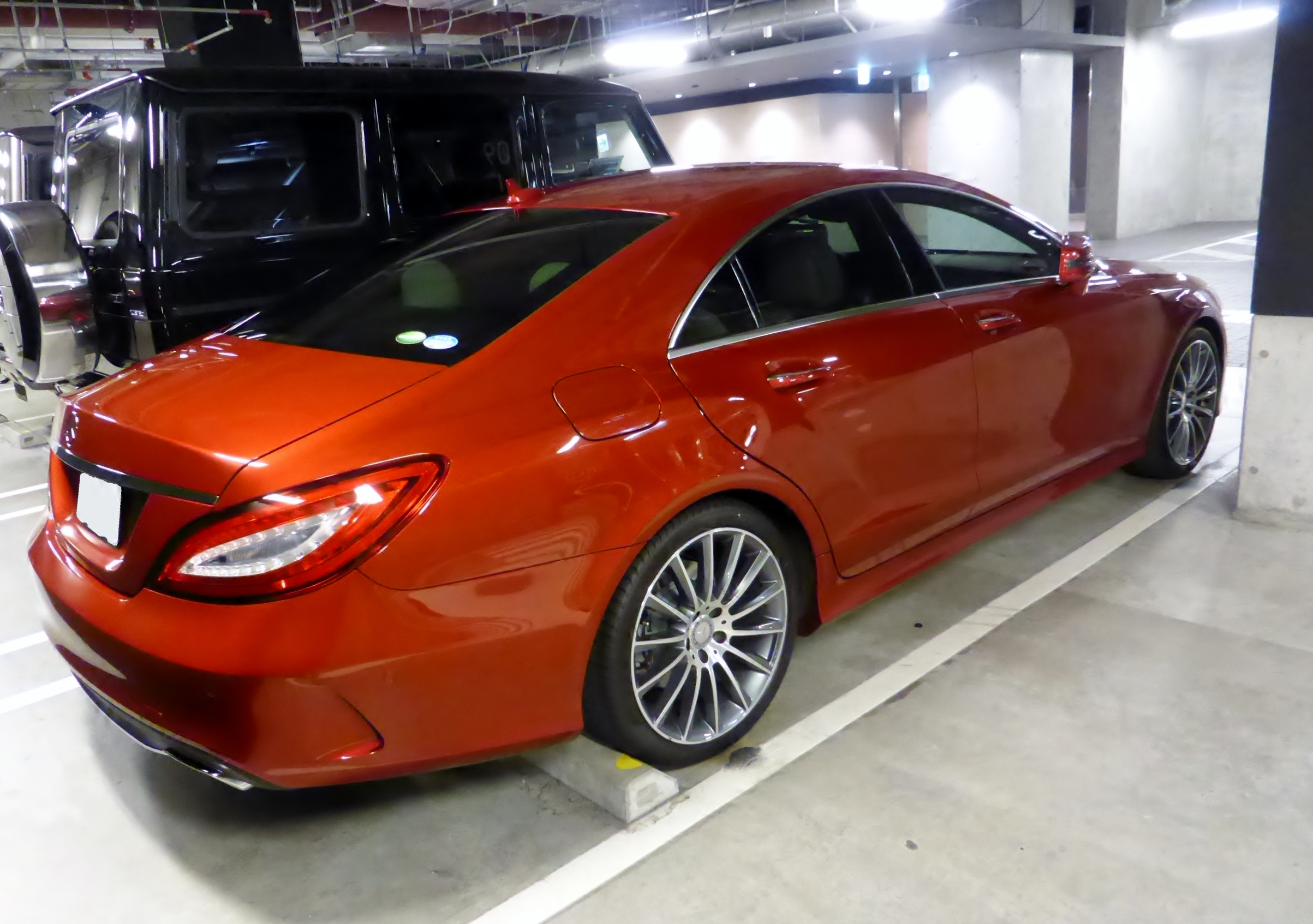
메르세데스-벤츠 CLS(후기형) 후측면
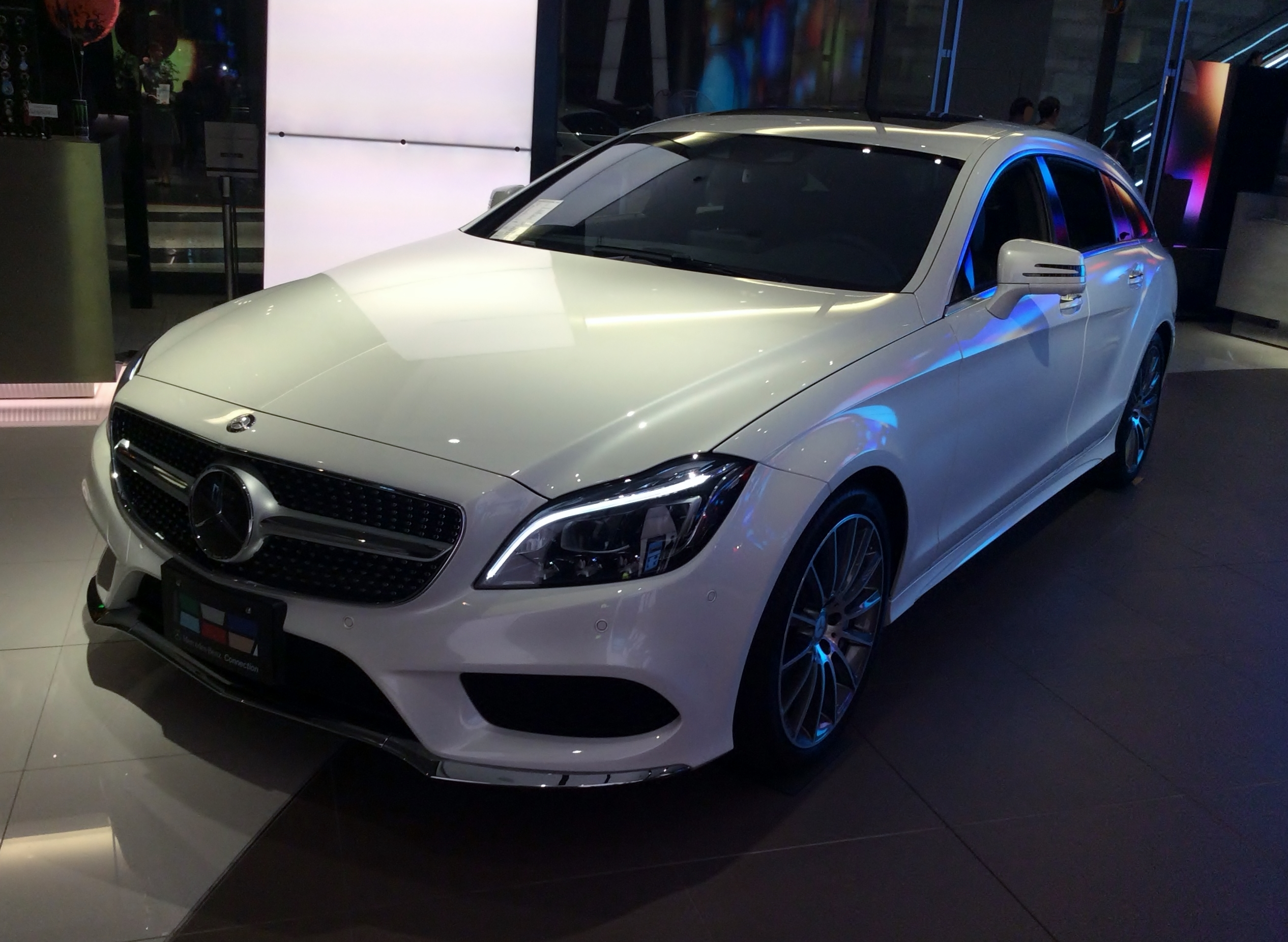
메르세데스-벤츠 CLS 슈팅 브레이크(후기형) 정측면
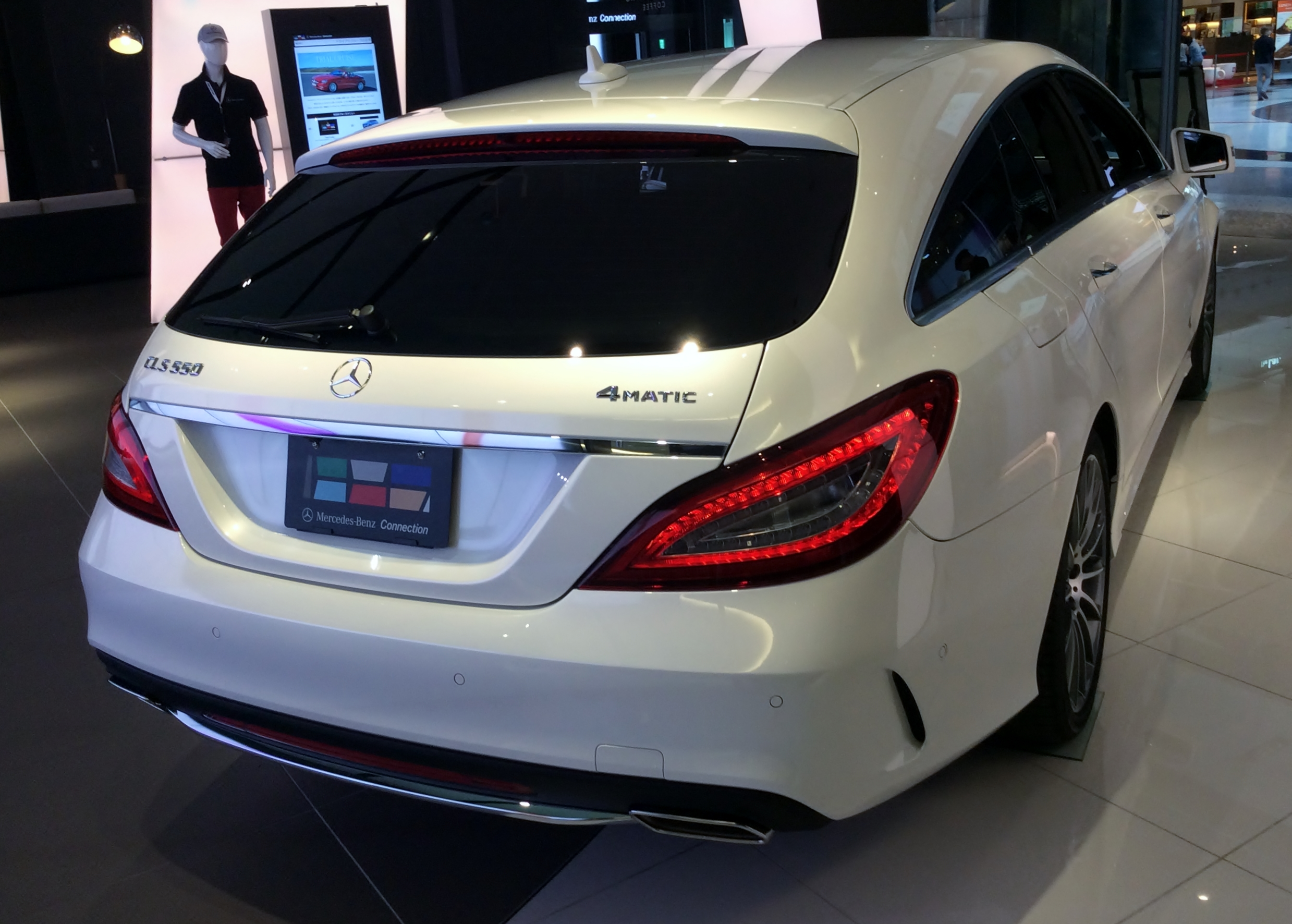
메르세데스-벤츠 CLS 슈팅 브레이크(후기형) 후측면

## 3세대(C257)

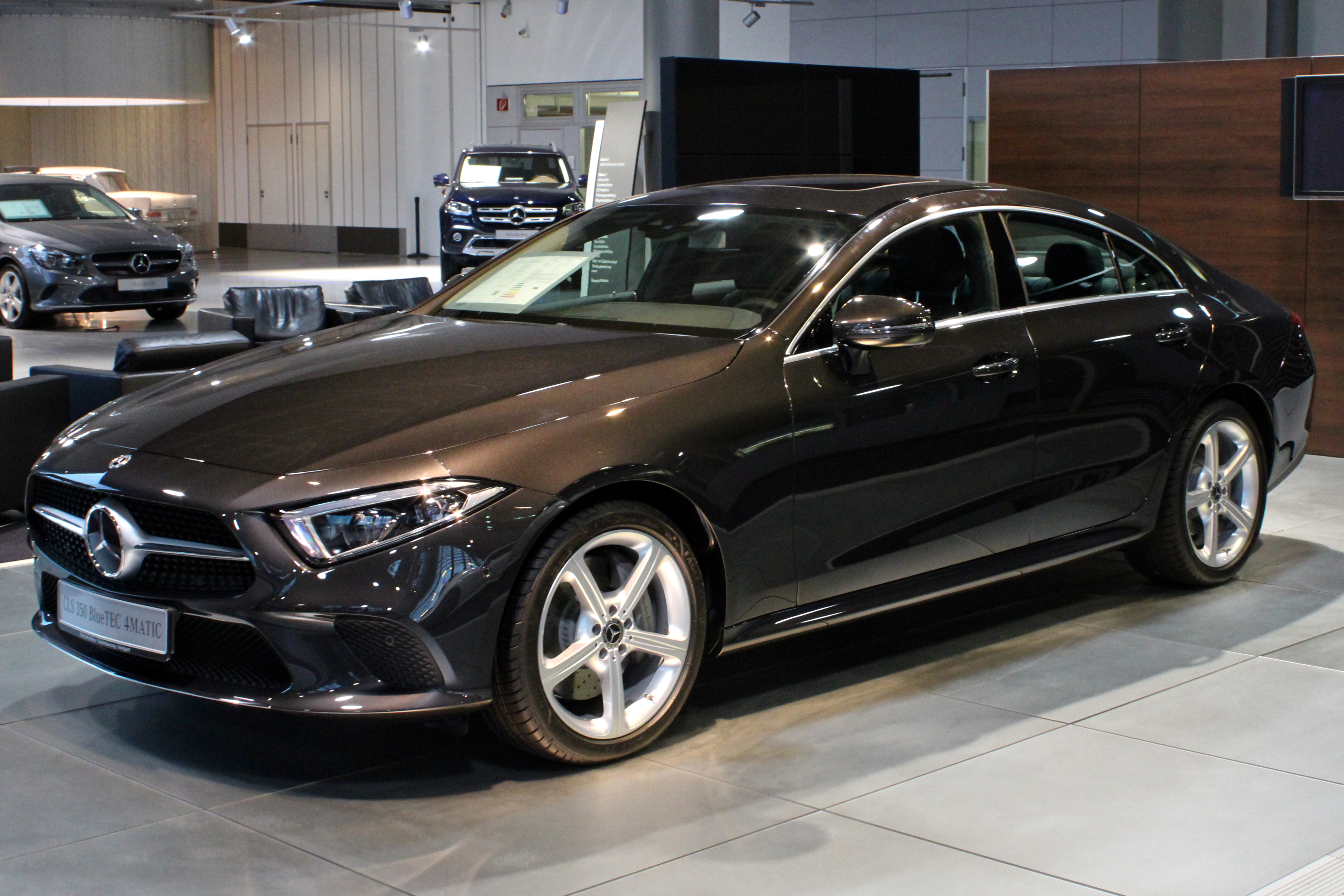
메르세데스-벤츠 CLS 정측면

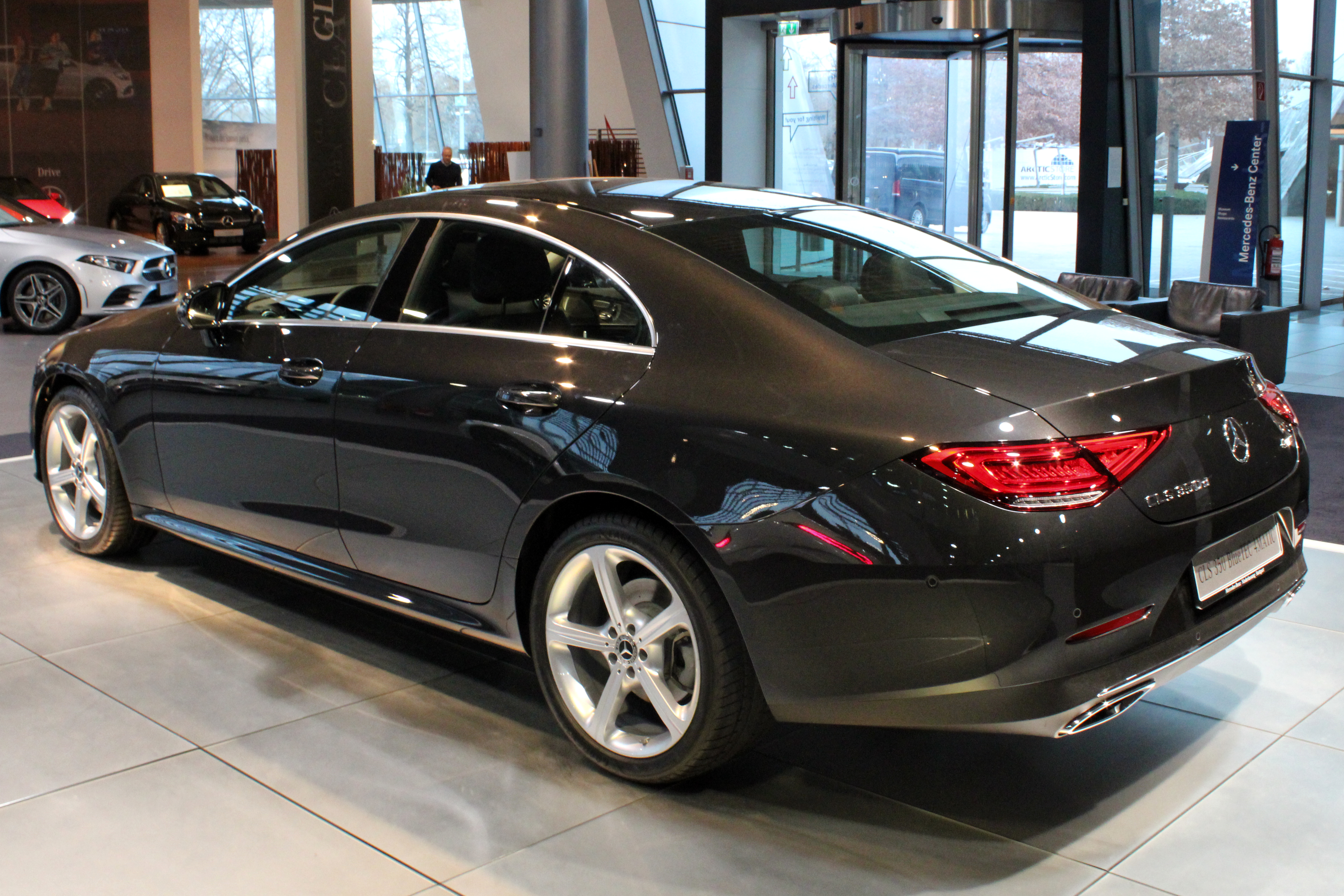
메르세데스-벤츠 CLS 후측면

2017년 11월에 개최된 LA 모터쇼에서 공개되었다. 아랫쪽으로 더욱 넓어진 라디에이터 그릴과 상어의 코를 연상시키는 앞으로 기울어진 형상의 날렵한 전면부는 메르세데스-벤츠의 최신 패밀리 룩이 반영된 디자인이다. 기존의 4인승에서 5인승으로 바뀌었다. 전 모델에 9단 자동변속기가 적용되며 반 자율주행 옵션인 p20이 트림에 따라 옵션 또는 기본사양으로 적용된다. 디젤 모델인 CLS400d의 경우 새로 개발한 OM656 3.0ℓ 340마력 직렬 6기통 디젤 터보 엔진이 탑재되었으며, 나노슬라이드 실린더 코팅 기술이 적용되었다. 가솔린 모델인 CLS450과 AMG CLS53은 엔진 셋팅값이 서로 다른 3.0ℓ M256 직렬6기통 가솔린 터보 엔진에 마일드 하이브리드 기술인 EQ부스트를 더하여 각각 367마력, 435마력을 발휘한다. 8기통 AMG 모델인 CLS 63 AMG 라인업은 AMG GT 4도어 모델이 대신하고, 5도어 스테이션 왜건인 슈팅 브레이크는 출시되지 않는다.